# Амил
Амил (рос. Амыл) — річка в Красноярському краї Росії. При злитті з річкою Казир утворює річку Туба (басейн Єнісею).
Злиттям з річкою Казир утворює річку Тубу, що впадає в Єнісей, будучи її лівою притокою. Довжина — 257 км, площа водозбірного басейну — 9500 км. Витік — на північних схилах Куртушибінського хребта Західного Саяну. Протікає по території Саянських гір, в основному — Каратузького району Красноярського краю. З 1834 року на річці розробляються золоті копальні, що входять до складу так званого Мінусінского золотопромислового району, в освоєнні якого активну участь брали, в тому числі, й іноземці. Несудохідна.
Біля сіл Уджей та Стара шахта на річці Амил знаходяться найсхідніші пам'ятки тагарської культури.